# Craig T. Nelson
Craig Theodore Nelson (* 4. dubna 1944 Spokane, Washington) je americký herec a stand-up komik. Proslavil se především rolí Haydena Foxe v seriálu Coach (1989–1997). Za výkon v seriálu získal cenu Emmy v kategorii nejlepší mužský herecký výkon v hlavní roli. Mimo to si zahrál ve filmech Vojín Benjaminová (1980), Poltergeist (1982), Action Jackson (1988), Vrtěti psem (1997), Základ rodiny (2005), Ledově ostří (2007), Návrh (2009), Zocelovací kůra (2015), Zlato (2016) a Dámský klub (2018) a v seriálech Jmenuju se Earl (2007) a Famílie (2010–2015).
Svůj hlas propůjčil do filmů Úžasňákovi (2004) a Úžasňákovi 2 (2018). Od roku 2019 hraje vedlejší roli Dalea Ballarda v seriálu Malý Sheldon.